# Ernest Cline
Ernest Cline (ur. 29 marca 1972 w Ashland, Ohio) – amerykański pisarz, tworzący fantastykę naukową i scenarzysta. Autor powieści Player One, Armada i Ready Player Two oraz współautor scenariuszy do filmowej adaptacji Player One oraz filmu Fanboys. Zamieszkały w Austin w Teksasie.

## Twórczość

### Powieści
- Player One (Ready Player One, 2011[3]) – polskie wydanie: 22 maja 2012. Osiemnastoletni Wade ucieka od rzeczywistości i cały wolny czas spędza w OASIS, globalnym wirtualnym świecie, w którym każdy może być tym, kim chce. To internet nowej generacji, wszechobecna symulacja, gdzie można robić wszystko – żyć, uczyć się, bawić i kochać.

W OASIS jej twórca, ekscentryczny geniusz-multimiliarder Halliday, zakodował zagadki – kod do kolosalnej fortuny i absolutnej władzy. Miliony ludzi bezowocnie próbowały go złamać, by zdobyć nagrodę. Nagle Wade odkrywa pierwszą zagadkę.
- Armada (Armada, 2015[5]) – polskie wydanie: 13 stycznia 2016. Zack Lightman całe życie miał głowę w chmurach, marząc, by świat trochę bardziej przypominał filmy i gry komputerowe, które pożera. Aż pewnego dnia widzi latający spodek. Więcej: ten statek kosmitów jest jakby żywcem wzięty z gry, której oddaje się co wieczór – popularnego symulatora lotów „Armada”[6].
- Ready Player Two (2020) – brak polskiego wydania. Kilka dni po zakończeniu konkursu Hallidaya, Wade Watts odnajduje ukrytą przez miliardera technologię, która może zmienić świat i uczynić OASIS jeszcze bardziej niezwykłym, ale też uzależniającym. Wade czeka zmierzenie się z kolejnym niebezpiecznym rywalem, a stawką ponownie staje się jego życie i całe OASIS. Tym razem jednak los całej ludzkości okazuje się zagrożony[7].

### Poezja
- The Importance of Being Ernest (2013) – brak polskiego wydania. Zbiór wierszy poświęconych tematyce popkultury, fantastyki naukowej i kultury geeków[8].

### Scenariusze
- Fanboys (2009) – z Adamem F. Goldbergiem[9].
- Player One (2018) – z Zakiem Pennem[10].